# اس‌اس برلین (۱۹۰۸)
اس‌اس برلین (۱۹۰۸) (به انگلیسی: SS Berlin (1908)) یک کشتی بود که طول آن ۱۸۶ متر (۶۱۰ فوت) بود. این کشتی در سال ۱۹۰۸ ساخته شد.